# Крконоше
Крко́ноше, Карконо́ше, Исполиновы горы (чеш. Krkonoše, пол. Karkonosze, нем. Riesengebirge) — горный массив на территории Польши и Чехии, наиболее высокая часть Судет (высшая точка — гора Снежка, 1602 м). Вершины пологие, с альпийским характером рельефа. Склоны в нижней части покрыты буковыми и сосновыми лесами, выше — еловыми и пихтовыми, на вершинах — альпийские луга и торфяники. Имеются месторождения железных и медных руд, каменного угля. В Крконошах находится исток реки Эльбы, скальное образование Три камня и ледниковые цирки Снежные Котлы.

## Этимология
В советской и российской топонимике название Крконоше объясняется праиндоевропейской основой «Вершина с каменистыми склонами», имеющая корни в балканской топонимии. Некоторые авторы считают что происхождение названия от составляющего krk/krak — стланник, криволесье и noše — носить, то есть «горы несущие на склонах криволесье» представляется менее надёжной. Некоторые учёные проводят название с карпатским хребтом Горганы.
Форма названия Карконоше (Karkonosze) польского происхождения. В XVII веке появляется название Снежные горы и название вершины Снежка. Также употреблялось немецкое название Riesengebierge от Riesen — великаны и Gebirge — горы; ему соответствовало название Обровские горы — громадные, гигантские горы. В русский язык перешло в название «Исполиновы горы». Однако немецкий географ фон Зайдлиц указывал, что Riesen здесь первоначально имело другое значение — желоба для спуска с горы срубленных стволов (см. de:Riese (Holz)).
Есть версия что название Крконоше происходит от исторического названия племени корконти, некогда здесь обитавших, данную версию высказывал славист Шафарик, который в свою очередь ссылался на описания Птолемея по данной местности. Версии от Крк + ноша (груз), где Крк — якобы название мифического славянского героя, имя которого является в названиях некоторых славянских городов, например Краков, является наименее вероятной
В чешской и западной топонимике название тоже ассоциируется со славянскими корнями, но есть и сторонники кельтского или германского происхождения. Например, лингвист Йозеф Юнгман полагал что название данных гор схоже с кельтскими названиями Корконти, Корконтой, ссылаясь опять же на Птолемея, но данные названия Птолемей мог относить в целом к верховьям Вислы или общего названия гор Бескиды.

## Достопримечательности
На территории Исполиновых гор расположен Национальный парк Крконоше (чешск. Krkonošský národní park) (в Польше и Чехии, площадь 36,3 тыс. га, основан в 1963 году). В горных районах расположены памятники архитектуры (замок Хойник и др.). Крконоше популярен как центр лыжного спорта (курорты Пец-под-Снежкой, Шпиндлерув-Млин, Янске-Лазне, Гаррахов, Карпач, Шклярска-Поремба и др.). Развит туризм.
Основатель жанра горного фильма немецкий режиссёр Арнольд Фанк замышлял снять в Исполиновых горах фильм «Зимняя сказка». Съёмки планировались здесь из-за исключительной красоты характерного для них инея. Смета фильма оказалась слишком большой и он остался только на уровне замысла.
В чешской народной поэзии хозяином гор считается дух Краконош, в немецкой — Рюбецаль.